# Ören, Milas
Ören là một thị trấn thuộc huyện Milas, tỉnh Muğla, Thổ Nhĩ Kỳ. Dân số thời điểm năm 2011 là 2.861 người.